# Christian C.A. Lange
Christian Christoph Andreas Lange, född den 13 augusti 1810 på Stabæk, död den 10 maj 1861 i Kristiania, var en norsk historiker, far till Albert Jakob Lange, farfar till Christian Lous Lange, kusin till Jacob Otto Lange. 
Från sin tidigaste ungdom blev han genom sin släkting Rudolph Keysers undervisning intagen av intresset för sitt lands historia, som han efter sin anställning som lärare vid Sjökrigsskolan i Fredriksværn 1834 fick tillfälle att odla genom grundliga studier i de långa sommarferierna. Efter Henrik Wergelands dod blev han 1845 utnämnd till riksarkivarie och hade därmed funnit den rätta användningen för sina gåvor och kunskaper. 
Först fullbordade han utgivningen av sitt litterära huvudverk De norske Klostres Historie i Middelalderen och drog därvid nytta av sin sällsynta begåvning för ett vetenskaplig tillgodogörande av otryckta källor. Från och med nu offrade han sig väsentligen för att lägga materialier till rätta för forskningen, först och främst genom att bringa arkivet i brukbart stånd, så långt detta sig göra lät på hans tid med de usla lokaler, det var hänvisat till på Akershus fästning. 
Det lyckades honom att utverka en förnyad utlämning av norska arkivalier från de köpenhamnska arkiven; och med outtröttlig iver gav han sig i kast med att ordna, katalogisera och organisera de hittills svårtillgängliga dokumentmassorna. Därnäst var det hans avsikt att skapa ett norskt diplomverk, som inte skulle bli liggande otryckt, till dess att samlingen kunde betraktas som slutgiltigt avslutad; han gjorde upp ett utkast och igångsatte planen att utge band för band som en fortlöpande följd av supplement till det första. 
Detta första band förelåg 1849, utgivet av Lange med bistånd av filologen C.R. Unger, som förblev medutgivare till sin död 1898; Lange upplevde att se 5 band av detta Diplomatarium Norvegicum färdiga och kunde vid sin död överlämna arbetets fortsättning till sin lärjunge Huitfeldt-Kaas. För att insamla material till denna stora källutgåva företog Lange ofta resor till Danmark, Sverige, Nordtyskland och Nederländerna. 
Under sina sista levnadsår grundlade Lange dessutom utgivningen av en annan omfattande historisk källutgåva, Norske Rigsregistranter, av vars första band han själv var huvudutgivare (de efterföljande 11 bandens utgivning ombesörjdes genom den efter Langes förslag stiftade Kildeskriftfond). Kortare aktmässiga bidrag till Norges historia såg han till att få tryckta i två band Norske Samlinger (1849—60), varav han var medutgivare, samt i sin Norsk Tidsskrift for Videnskab og Litteratur (1847—52), där han även skrev mycket beaktade anmälningar av nya böcker. 
Stor förtjänst inlade han tillika genom att komplettera och utge det av J.E. Kraft samlade "Norsk Forfatter-Leksikon 1814—56" samt genom att ombesörja en ny och reviderad utgåva av Jakob Aalls "Erindringer". Till självständigt författarskap i stil med sina vänner Keysers och P.A. Munchs fann Lange inte tid. Vid sin död efterlämnade han dock en rad välordnade och för eftervärlden särdeles nyttiga handskrivna samlingar till Norges  historia.